# Delta (Tesalónica)
Delta (griego: Δέλτα) es un municipio de la República Helénica perteneciente a la unidad periférica de Tesalónica de la periferia de Macedonia Central. Su capital es la villa de Sindo.
El municipio se formó en 2011 mediante la fusión de los antiguos municipios de Axios, Calestra y Echedoros, que pasaron a ser unidades municipales. El municipio tiene un área de 311,09 km².
En 2011 el municipio tiene 45 839 habitantes, de los cuales 29 367 pertenecen a la unidad municipal de Echedoros, donde está la capital municipal Sindo.
Se ubica en la periferia occidental de Tesalónica, estando aquí la entrada a dicha ciudad por la carretera E75 que lleva a Atenas. En este municipio se encuentra el delta de la desembocadura del río Vardar.